# Liparis alboventer
Liparis alboventer är en fiskart som först beskrevs av Krasyukova, 1984.  Liparis alboventer ingår i släktet Liparis och familjen Liparidae. Inga underarter finns listade i Catalogue of Life.